# Agenda 2010
El agenda 2010 refiere a un conjunto de reformas sociales en Alemania propuestos por Peter Hartz e implementados por Gerhard Schröder entre 2003 y 2005. El objetivo de las reformas era reducir el coste del modelo social alemán y fomentar la actividad. 
El número de trabajadores interinos pasa 300 000 en 2000 a más de un millón en 2016. Al mismo tiempo, la proporción de los trabajadores pobres pasó del 18 al 22 %.
Muy controvertidas en el SPD, las reformas de la Agenda 2010 provocan la salida de 200 000 adherentes del partido.

## Reformas principales[2]
Hartz I
- Creación de agencias de servicios de empleo
- Subvención por el servicio de empleo de formación profesional
- Subvenciones de subsistencia

Hartz II
- Creación de nuevos tipos de contratos; Minijob y Midijob, con tasa reducida de contribuciones.
- Pago a emprendedores por creación de empresa propia[cita requerida]
- Incremento de oficinas de empleo

Hartz III
- Reforma y profesionalización del servicio de empleo

Hartz IV
- Reducción y reforma del sistema de subsidio por desempleo.
- Creación de un sistema combinando subsidio por desempleo, ayudas sociales y ayuda por alquiler
- Reducción del periodo máximo de subsidio de 15 a 12 meses